# Mohammad Hoqouqi

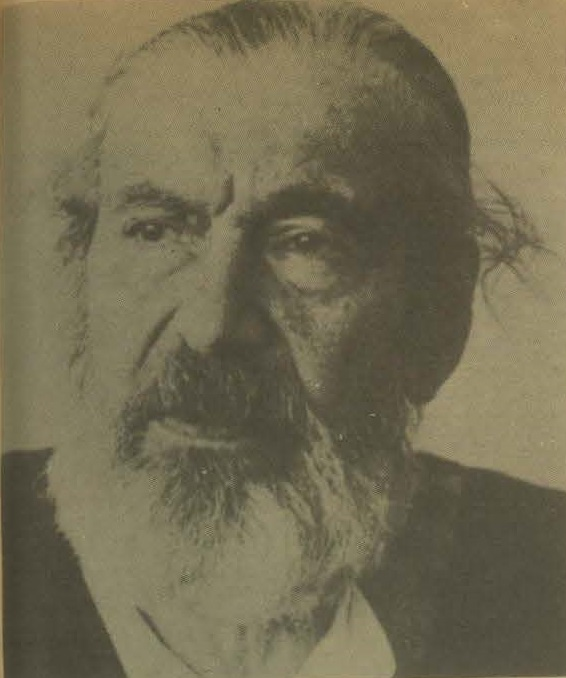
Mohammad Hoqouqi in 1976

Mohammad Hoqouqi (Isfahan, 1936/1937 - aldaar, 29 juni 2009) was een Iraans dichter en literatuurcriticus.
Van de meer dan dertig werken die hij publiceerde, wordt Moderne poëzie van de Oorsprong tot Heden beschouwd als een der belangrijkste naslagwerken van de moderne Perzische poëzie. Hoqouqi overleed in juni 2009 aan levercirrose.

## Werken
- Angles and Orbits
- Winter Seasons
- The Orientals
- Inevitable Escapade
- With Night
- With Wound and Wolf
- A Cock with Thousand Wings
- Night
- Remain O Night and From Heart to the Delta